# 卡爾文·克雷恩
卡爾文·克雷恩（Calvin Klein），是一個美國時裝品牌，於1968年成立，創始者為同名設計師卡爾文·克雷恩。该公司现有Calvin Klein Collection（高级男女时装）、ck Calvin Klein（副線男女成衣）、Calvin Klein（優閒男女成衣）、Calvin Klein Jeans（丹寧系列）、Calvin Klein Underwear（男女內衣、內褲）、Calvin Klein Home（寢具、家飾用品）、皮具、皮鞋、手表、首飾、太陽眼鏡及香水，是世界知名的服裝品牌之一。
2018年，自拉夫·西蒙入職CALVIN KLEIN 205W39NYC後，推出另一平價副線系列 Calvin Klein Jeans Est. 1978。

## 歷史

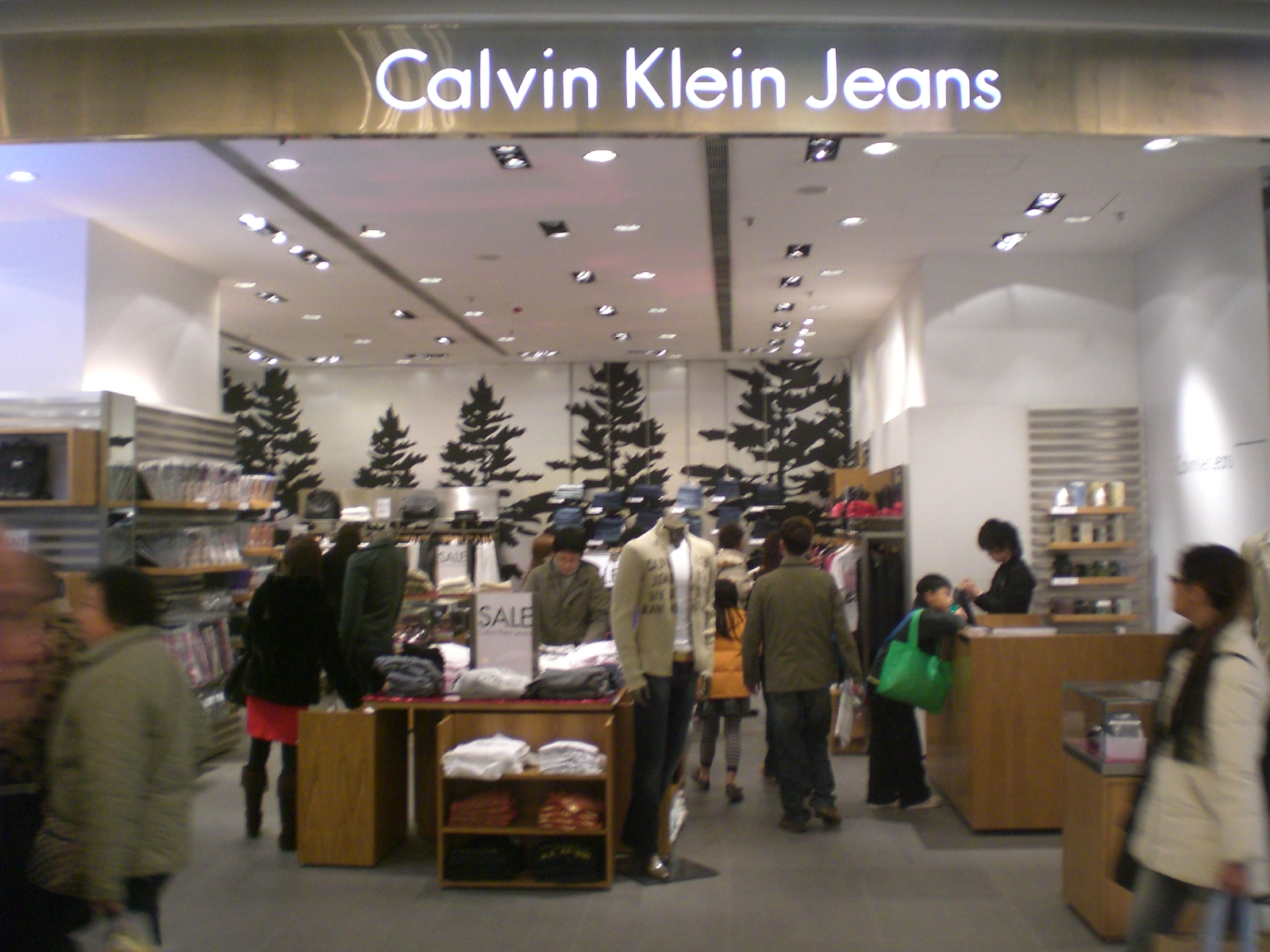
香港觀塘分店

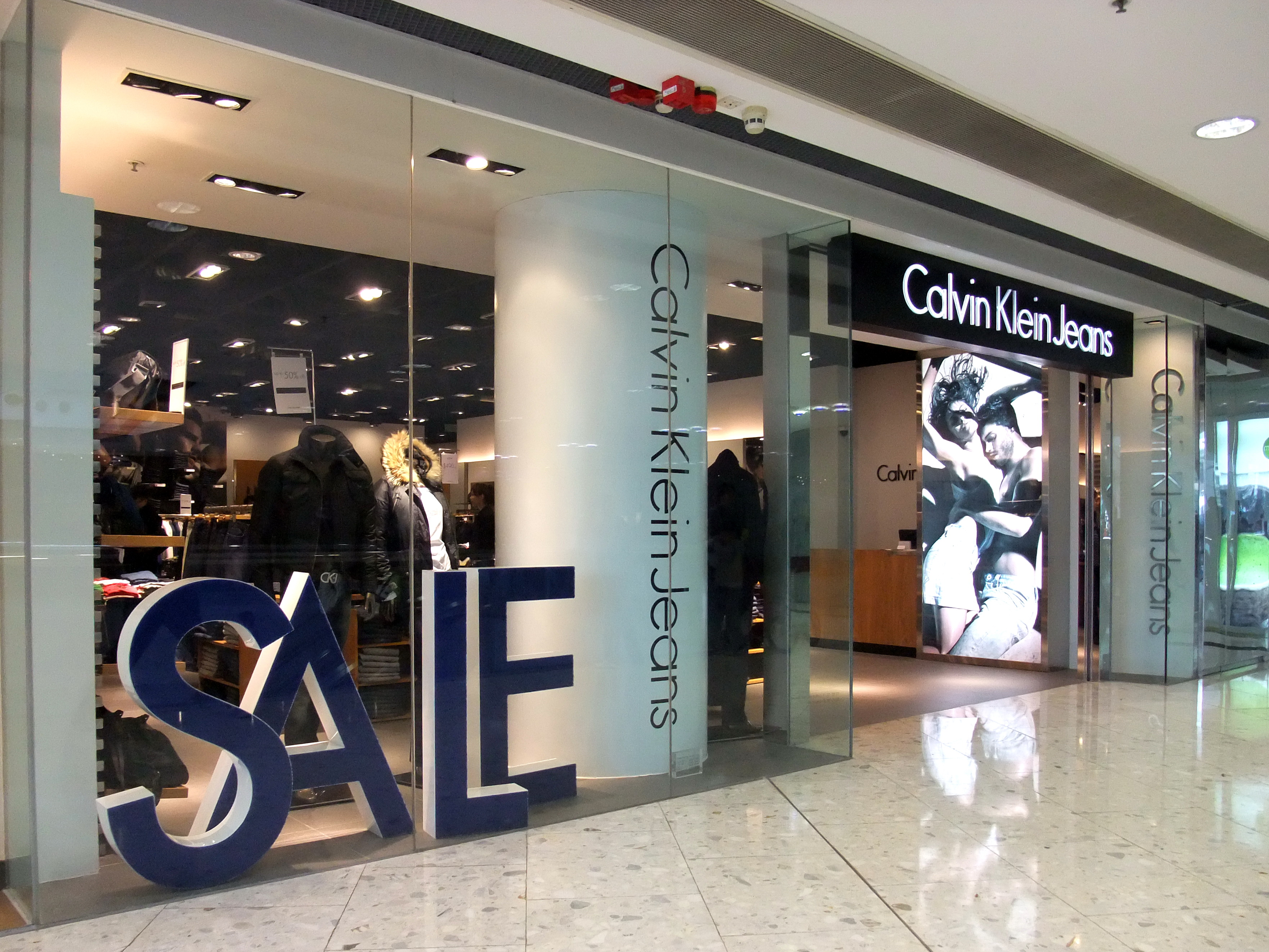
位於香港東薈城內的Calvin Klein Jeans專門店

- 卡爾文·克雷恩在1962年曾當過傳統西裝學徒，之後五年為其他商店設計衣服，最後才在1968年與童年好友創辦同名公司。
- 1997年Warnaco取得Calvin Klein內衣褲及牛仔褲系列銷售授權
- 2003年，PVH向時裝設計師Calvin Klein買入高級時裝和運動系列專營及銷售權。
- 2012年10月31日被美國服裝生產商PVH以29億美元收購。

## 外部連結
- 卡爾文·克雷恩 Calvin Klein 官方 facebook（页面存档备份，存于）（英文）
- 卡尔文·克雷恩Calvin Klein 官方新浪微博 （页面存档备份，存于）（中文）

1. ↑  CALVIN KLEIN 205W39NYC？港幣 $390 起跳的副線系列 Calvin Klein Jeans Est. 1978 幫到你[永久]